# Axl Rose
W. Axl Rose (nacido William Bruce Rose Jr.) (anterior nombre adoptivo William Bruce Bailey) (Lafayette, Indiana; 6 de febrero de 1962) conocido por su nombre artístico Axl Rose, es un músico estadounidense, conocido principalmente por ser el líder, vocalista, pianista y compositor de la banda de hard rock Guns N' Roses. La banda tuvo gran éxito alrededor del mundo a finales de las décadas de 1980 y principios de los 1990.
Situado en el puesto número sesenta y cuatro de la lista «Los 100 mejores cantantes de todos los tiempos» según Rolling Stone; en el puesto número once de la lista «Los 100 mejores vocalistas del rock/metal de todos los tiempos» según Hit Parader; en el segundo lugar de la lista «Mejores rockeros de todos los tiempos» según Kerrang Magazine; en el tercer lugar de la lista «Los 50 mejores cantantes del metal de todos los tiempos» según Roadrunner Records; y en cuarto lugar según NME. Además ha ganado numerosos reconocimientos y premios por su trabajo como cantante y compositor.
En el año 2012, Rose fue incluido en el Salón de la Fama del Rock junto a sus compañeros de la formación original de Guns N' Roses, aunque prefirió no asistir al evento, hizo pública una carta de agradecimiento.
De igual forma, Rose, ha sido nombrado uno de los más grandes cantantes y compositores de todos los tiempos por varios de sus colegas, críticos y medios, incluyendo Rolling Stone, NME.
Gracias a su potente y versátil voz, junto a su movilidad, desplante en el escenario y sus capacidades como compositor, ha sido frecuentemente aclamado como uno de los artistas más carismáticos, importantes e influyentes de la historia musical, teniendo su auge entre finales de la década de los 80 y principios de la de los 90, en donde se coronó como uno de los artistas más importantes y populares a nivel mundial en esa época.
Rose se mudó en 1982 con tan solo 20 años a Los Ángeles, donde se involucró en la escena local underground de Hard Rock en la zona de sunset strip, uniéndose a varias bandas, incluyendo Rapidfire, Hollywood Rose y L.A. Guns. En 1985, fundó Guns N' Roses, con la que tuvo un enorme éxito y reconocimiento mundial a finales de los 80 y principios de los 90. Su primer álbum, Appetite for Destruction (1987), se convirtió en uno de los más exitosos de las historia, vendiendo más de 35 millones de copias en todo el mundo. Asimismo, es el álbum debut más vendido de todos los tiempos, por su parte en los Estados Unidos, ha vendido 20 millones de unidades, por lo que es el quinto álbum más exitoso y vendido en la historia musical de ese país. Los álbumes gemelos Use Your Illusion I y Use Your Illusion II (1991), también tuvieron un éxito arrasador, debutando ambos respectivamente en el N.º 1 de las listas Billboard 200, puesto en el que se mantendrían por más de 100 semanas consecutivas, ambos álbumes han vendido un total de 55 millones de copias combinadas en todo el mundo. Después de 1994, Rose desapareció literalmente de la vida pública durante varios años, en los que estuvo luchando con problemas de índole personal, como cuadros depresivos y asimismo intentando reinventarse artísticamente. Durante ese mismo periodo, la banda se desintegró oficialmente por diferencias personales y musicales.
El mismo Rose daría la noticia de la separación en un escueto comunicado a finales de diciembre de 1996.
Posteriormente, como único miembro original restante, pudo continuar trabajando bajo la bandera de Guns N' Roses porque había obtenido legalmente el nombre de la banda.
En 2016, colaboró como vocalista principal en la gira mundial de la mítica banda AC/DC, en sustitución de Brian Johnson, quien se había apartado por problemas de salud auditivos.
En 2023, aparece en el puesto número 134 de la lista "Los 200 mejores cantantes de todos los tiempos" de la revista Rolling Stone.

## Biografía
William Bruce Rose Jr nació en Lafayette, Indiana, ciudad del Medio Oeste de los Estados Unidos, cerca de la frontera con Canadá, a principios de 1962. Sus padres fueron Sharon Elizabeth Falkenhörst Leitner (1945-1996), que dio a luz a Axl a los 17 años de edad y William Bruce Rose Caulfield (1941-1982), un forastero de 20 años. Rose es de ascendencia escocesa por vía paterna y alemana por parte materna.
Sus padres se separaron cuando Rose tenía apenas tres años. Su madre conoció en 1966 a un miembro de la iglesia pentecostal llamado L. Stephen Bailey (1947), con el cual contrajo nupcias, por lo que cambió el nombre de su hijo a William Bruce Bailey. Rose se criaría en una familia de clase baja, tiene dos hermanos por parte materna, nacidos de aquel segundo matrimonio, Amy (1967) y Stuart (1968). La familia Bailey era muy religiosa, y junto con Rose asistían a una iglesia Pentecostal, de tres a ocho veces por semana, aunque también asistían a una escuela dominical. Él mismo mencionó en una ocasión que tuvo una infancia muy cruel y llena de violencia, opresión y abusos por parte de su padrastro, debido al fanatismo religioso de este, el cual según Rose era muy rígido y violento, y que solía golpearlo a él, al igual que a su madre y a sus hermanos. En una ocasión recordó:

Solo podíamos ver la televisión una vez por semana, ya que mi padrastro escondía o tiraba los televisores porque eran satánicos. No se nos permitía escuchar cierto tipo de música. Las mujeres eran malvadas. Todo era malvado y satánico.

Comenzó sus andaduras en el mundo de la música tocando el piano y cantando en el coro de la iglesia pentecostal, a la edad de cinco años, ya que para él era su mayor consuelo. A los 17 años, cuando revisaba los seguros de la casa, descubrió en uno de los papeles que el hombre a quien siempre había creído su padre, L. Stephen Bailey era en realidad su padrastro, ya que nunca conoció a su verdadero padre y se dio cuenta de que este lo abandonó cuando tenía solamente 3 años. Tras enterarse de esto, decidió cambiar su apellido Bailey por el de Rose (el apellido de su verdadero padre). A mediados de la década de los 80, intentó buscar a su padre biológico para enfrentarlo, pero finalmente descubrió que William Rose, Sr. murió apuñalado con un cuchillo en el pecho en Marion, Illinois, a manos de un criminal que él conocía, llamado James V. Faulkner, después de que este último descubriera a Rose en su habitación, teniendo relaciones sexuales con su esposa en su cama matrimonial, en junio de 1984, de lo cual Axl no se enteró hasta un año más tarde. A finales de la década de los 70, en 1978, comenzó a pensar en formar un grupo y así creó una banda en Lafayette junto a su amigo de adolescencia Izzy Stradlin, el grupo fue bautizado como A.X.L (de ahí su nombre artístico).
En 1990, en una entrevista a la revista Rolling Stone, comentó que su padrastro lo llevaba al museo de la marina y, al encerrarlo en el baño, abusaba sexualmente de él. Estos acontecimientos se repitieron durante su infancia, según él. Al contárselo a su madre, ella no le creyó, y le dijo que su padrastro a pesar de ser una persona violenta y "difícil" era incapaz de hacer semejante atrocidad. En su preadolescencia, comenzó a mostrar un carácter cada vez más violento, llegando en ocasiones a devolverle los golpes a su padrastro cuando éste intentaba golpearle a él, a sus hermanos o a su madre.
Finalmente, abandonaría su casa a los 15 años, comenzando a vivir en casas de amigos o en la misma calle durante algunos días. También intentaría buscar trabajos para conseguir ganar algo de dinero.
Antes de cumplir 18 años, había sido arrestado más de 15 veces, algunas de ellas por pequeños robos y hurtos en tiendas, además de consumir marihuana, y estar borracho en la vía pública, junto con alteración del orden público por incitar disturbios e involucrarse en peleas callejeras.
A los 17 años, fue detenido por golpear a un oficial de policía al que reconocería haberle golpeado, pero porque este había realizado comentarios de índole sexual sobre una chica que le acompañaba en ese momento, además de burlarse de la apariencia del propio Rose. También tendría pendientes una denuncia por golpear a un chico en medio de una fiesta y denuncias por alterar el orden público. Por lo que finalmente, sería detenido y estaría en prisión durante cuatro meses.
Todos estos acontecimientos hicieron que se ganase la reputación de "forajido", y de "chico problemático" y el mote de "delincuente juvenil" en su pequeño pueblo natal, que acabaría abandonando hastiado para continuar con sus sueños de convertirse en estrella de rock.
En la escuela secundaria nunca destacó, generalmente faltaba a clases o llegaba atrasado, rompiendo las reglas escolares y teniendo que ser expulsado de la institución. Nunca llegó a destacar mucho por sus notas y era un alumno con un rendimiento regular en la mayoría de materias, sí solía destacar especialmente como uno de los mejores y alumnos en las clases de letras, música y arte, en clases de canto solía sobresalir por su facilidad para poder interpretar voces en distintos rangos vocales. Rose, también solía escaparse frecuentemente de la escuela, ya que a él no le parecía que fuera una manera correcta de educar. Durante su adolescencia, a los 14 años, en la secundaria, conoció a un joven llamado Jeffrey Isbell, más conocido como Izzy Stradlin, con el cual entablaría una gran amistad y lograría llegar formar una banda llamada Hollywood Rose y posteriormente Guns N' Roses.
Izzy Stradlin, dijo en una oportunidad, que cuando conoció a Axl, este generalmente era un chico tranquilo e introvertido, pero con una forma de ser algo excéntrica, que a veces podía mutar bastante, haciendo qué se metiera en bastantes problemas por su mal comportamiento.
También, posteriormente, en una entrevista, comentó que solían escaparse de la escuela para fumar marihuana cerca del lago en Lafayette y también a la ciudad de Bloomingnton, lo cual ellos veían como la libertad absoluta. Tiempo después, Izzy Stradlin se mudaría a Los Ángeles, pasos que el mismo Rose seguiría unos meses más tarde. En 1989, Rose intentaría suicidarse tomando una sobredosis de analgésicos intencionalmente, posteriormente declaró, que, "sinceramente me colapsé en ese momento, ya no podía soportarlo más. Y simplemente agarré un frasco de píldoras, me las tragué y desperté en el hospital el día siguiente. "Según el mismo Axl, esta experiencia le inspiró para escribir las letras de la canción de Guns N' Roses" "Coma" del álbum Use Your Illusion I.

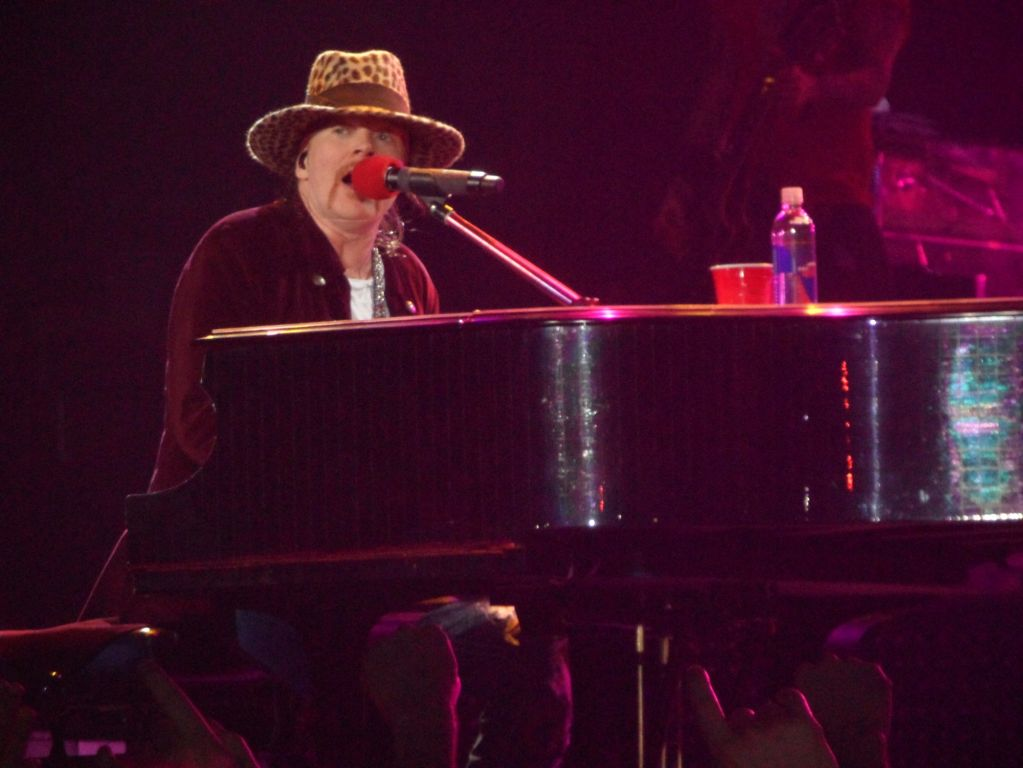
Rose tocando "November Rain" en el Nottingham Arena en Nottingham, Inglaterra, en mayo de 2012

A inicio de sus 20s, fue diagnosticado por un psiquiatra, el cual concluyó que sufría de trastorno bipolar y trastorno explosivo intermitente, y que debido a ambos trastornos su comportamiento era habitualmente errático, y su carácter irascible y agresivo, aunque también tomó nota de su elevado coeficiente intelectual. En una entrevista posterior, Rose cuestionó el diagnóstico por completo, indicando:

Fui a una clínica psiquiatra, pensando que me ayudaría con mi carácter y estado de ánimo. Y Lo único que hicieron fue entrevistarme y entrevistarme para luego realizarme una prueba de alrededor de 500 preguntas, ya sabes, donde te hacen ir marcando tus respuestas con pequeños puntos negros y donde ellos luego miran e interpretan tus respuestas a través de un "caleidoscopio". Y bueno al finalizar, de repente, me diagnostican como Maniaco Depresivo, lo siguiente fue " te vamos a dar medicación y también te pondremos en terapia". De verdad, los medicamentos lo único que logran es que parezca un zombie, no me gusta ir dopado por la vida, ni tampoco tener a gente colgando de mi espalda para recordarme que me tengo que medicar y las terapias son una verdadera pérdida de tiempo, al final nada de eso me ayuda a lidiar con el estrés y con los cambios de ánimo.

A diferencia de la creencia popular, Rose nunca fue adicto a las drogas y el alcohol, aunque no negó el uso de sustancia ilícitas de su parte. Posteriormente sus compañeros confirmaron que Rose nunca fue adicto a drogas duras, y que únicamente solía consumir marihuana en ocasiones, y que sus problemas habitualmente se debían a su carácter volátil.
En una entrevista radial, en el año 1991, Axl habló sobre los abusos sufridos en su infancia y también sobre su relación con su madre:

He descubierto con ayuda de terapias y con el paso del tiempo, que muchos comportamientos y situaciones con las que yo crecí en mi infancia, me habían afectado mucho, y muchos de esos comportamientos, en un punto, yo los había normalizado, porque esos comportamientos se desarrollaron en el lugar en el que crecí, violencia física, psicológica, agresividad. Mis años de formación fueron muy feos y turbulentos.
He tenido qué aprender a vivir e intentar superar el abuso, especialmente el abuso sexual, algo que no me es fácil abordar, creo que es el peor crimen qué se puede cometer contra un niño, y estoy trabajando en ello, en remediar en algo el trauma paso a paso, e intentando ayudarme a mi mismo, con ello intentar ayudar a otras personas y niños qué hayan pasado por lo mismo, me gustaría ir a charlas o donar a organizaciones, poder hablar con personas que pasaron algo similar a lo que me sucedió.
Se que el abuso y todo el resto de situaciones, se que ha dañado mucho mi confianza y mi forma de relacionarme con el resto"

Mi relación con mi madre nunca fue buena, ella me tuvo siendo muy joven y obviamente jamás fui algo deseado. Cuando comenzó su relación con mi padrastro, ella comenzó a beber y beber cada vez más para lidiar con los abusos qué él cometía, por lo que jamás se preocupaba por mí. Cuando crecí y le conté las cosas que él me había hecho, ella jamás me creyó y nuestra relación acabó por romperse, finalmente yo me fui, y pocas veces he vuelto a verla. Se que mi mala relación con mi madre me afectó a como me relaciono con las mujeres.
Pero no la culpo, era muy joven cuando yo nací y su vida después de mí solo empeoró, creo qué ella tenía dependencia emocional, por eso nunca dejó a mi padrastro ni me ayudó sobre las cosas que él me hizo".

### Carrera musical y Guns N' Roses
Poco después de su llegada a Los Ángeles, Rose conoció al guitarrista Kevin Lawrence en el exterior del bar Troubadour en West Hollywood, y se unió a su banda Rapidfire. Posteriormente, en mayo de 1986, grabaron una demo de cuatro canciones, que tras años de acciones legales fue lanzada como EP en 2014. Tras su separación con Lawrence formó la banda Hollywood Rose con su amigo de la infancia, Izzy Stradlin, que se había trasladado a los Ángeles en 1980, así como con el guitarrista de 16 años de edad, Chris Weber. En enero de 1984 grabaron cuatro canciones: "Anything Goes", "Rocker", "Shadow of Your Love", y "Reckless Life", temas que fueron lanzados en 2004 como "Roots of Guns N 'Roses". Tiempo después el guitarrista Slash y el batería Steven Adler se unieron a Hollywood Rose antes de su disolución. Rose se unió a la primera formación de L.A. Guns, y mientras intentaba adentrarse en la escena musical de Hollywood tuvo una gran variedad de trabajos, incluyendo el cargo de gerente nocturno en el Tower Records, en Sunset Boulevard. Rose y Stradlin estuvieron también fumando cigarrillos para un estudio científico de la Universidad de Los Ángeles, por ocho dólares a la hora.
Desde el primer momento Slash y Steven Adler quedaron impactados con el poder vocal de Axl en el escenario, lo cual hizo que lo quisieran de vocalista, aunque la relación entre los cinco era precaria debido a enormes diferencias, lo que provocó que Izzy Stradlin se marchara a L.A. Guns. Luego Axl lo haría también, quedando disuelta la banda Hollywood Rose.
En marzo de 1985, Rose y su antiguo compañero de banda, Tracii Guns, formaron Guns N' Roses, mediante la fusión de sus respectivas bandas de Hollywood Rose y L.A. Guns. En junio, después de varios cambios de formación, la banda estaba formada por Axl Rose, Izzy Stradlin, Tracii Guns, Ole Beich y Rob Gardner. Apenas unas semanas después Tracii Guns se marchó debido a diferencias con Rose, por lo que Slash pasaría a ser el nuevo guitarrista. Ole Beich y Rob Gardner, también abandonaron la banda en cuestión de tres semanas, después de su debut, produciéndose así la llegada a Guns N' Roses de Duff McKagan y Steven Adler. La alineación ahora estaba compuesta por Axl Rose, Slash, Izzy Stradlin, Steven Adler y Duff McKagan. Con esta nueva formación debutaron en el Troubadour, y tocaron en el circuito de clubes de Los Ángeles. La banda atrajo la atención de varios de los principales sellos discográficos, antes de firmar con Geffen Records en marzo de 1986. El siguiente mes de diciembre, lanzaron el EP de cuatro canciones: Live ?!*@ Like a Suicide con la discográfica UZI Suicide.
En julio de 1987 Guns N' Roses lanzó su álbum debut, Appetite for Destruction. Aunque recibió elogios de la crítica solo se vendieron 500 000 copias en su primer año de lanzamiento. Sin embargo, impulsado por el recorrer incansable de la banda y el éxito comercial del sencillo "Sweet Child O' Mine", un homenaje a Erin Everly, por entonces la novia de Axl, el álbum alcanzó la posición n.º 1 en las listas de Estados Unidos en agosto de 1988 y, nuevamente, en febrero de 1989. Hasta la fecha, Appetite for Destruction ha vendido alrededor de 35 millones de copias en todo el mundo, 20 millones de las cuales solo en Estados Unidos, por lo que es el álbum debut más vendido de todos los tiempos.
Durante la presentación de la banda en el Monsters of Rock Festival en Castle Donington, Inglaterra, en agosto de 1988 como teloneros del cabeza de cartel Iron Maiden, dos aficionados murieron aplastados cuando la multitud de 107 000 personas comenzó a bailar desaforadamente su canción "It's So Easy". Previamente Axl había detenido el concierto varias veces para calmar a la audiencia. Como resultado, el festival se suspendió el año siguiente. A partir de entonces, Axl se dirigiría personalmente a los fanes radicales y daría instrucciones al personal de seguridad durante los descansos para hacer frente a los problemas de multitud.
En noviembre de 1988, Guns N 'Roses lanzó el álbum provisional G N' R Lies que vendió más de cinco millones de copias solo en Estados Unidos. Con este álbum la banda y Axl en particular, fueron acusados de fomentar las actitudes racistas, homofóbicas, antirreligiosas y antipoliciacas con la canción "One in a Million", en la que Rose advierte a los "negratas" (niggers, en inglés) y policías que se aparten de su camino y le dice a los "maricones" (faggots) que no los entiende y no los toma en cuenta. Durante la controversia, Axl defendió el uso de los insultos afirmando que:

Me equivoque con esa canción, estaba enojado con algunas personas negras, las cuales me habían robado, quería hacer sentir mal a ese grupo de personas, no a comunidades enteras.

En 1992 reafirmó con qué intención había utilizado la palabra:

Yo estaba molesto con algunas personas negras que me habían intentado robar, quise insultar a esta gente negra en particular, yo no la utilice para insultar a todas las personas negras o para apoyar el racismo.

Con respecto a las letras contra los policías, Axl mencionó lo siguiente:

 Tú sabes, siempre he tenido problemas con ellos, no quiero generalizar, pero, algunos se comportan de forma tan estúpida, no tienen criterio, son como perros rabiosos sin correa.

Axl citó una vez que fue detenido al salir un momento a la calle con una botella de alcohol, y también una vez que fue molestado y detenido junto a unos amigos por unos policías solo por su apariencia:

"Estaba en Sunset Strip, estábamos en una fiesta y salí un momento a la calle con una cerveza, buscaba algo en el auto de un amigo, y llegan dos oficiales y me dicen "Estas detenido por estar consumiendo alcohol en la vía publica" ellos ni siquiera te dejan hablar, simplemente te meten al calabozo y estás jodido".

"Y una vez, con unos amigos, estábamos caminando y nos llevan para una patrulla, nos tiran contra la pared y nos esposan. Ellos creían, qué por nuestra apariencia, éramos unos delincuentes. Nos dijeron, "tienen el cabello largo, tatuajes y estaban fumando marihuana". De verdad, tener el cabello largo y tener tatuajes es una excusa para que te traten como un delincuente y se olviden de tus derechos. Estábamos fumando marihuana, sí, pero esa mierda es inofensiva, nunca se preocupan de que al otro lado de la ciudad se pasen crack libremente en cada esquina. Finalmente, nos metieron al calabozo por una noche, con la excusa que teníamos marihuana".

En respuesta a las acusaciones de homofobia, Axl dijo:

 Simplemente no me interesa la orientación sexual de la gente, "creo que las personas deben ser libres de estar con quien ellas quieran y elijan, siempre y cuando sea un relación consensuada y entre mayores de edad".

Además, mencionó, que lo único que reprochaba a los homosexuales era:

No tengo un problema en particular con los gays, solo que no entiendo cuando algunos hombres gays intentan seducirte o alguna mierda y se enojan cuando les dices que eres heterosexual y que quieres que dejen de molestarte. Pero no, yo soy simplemente un homofóbico.

Sobre temas religiosos, Axl dijo que la religión no le interesa:

 Simplemente no me interesa nada que tenga que ver con eso, es un mundo muy tóxico.
Mi familia era muy religiosa, conozco la religión, la biblia la iglesia y a los creyentes muy bien. Y crecí viéndolos comportarse como unos hipócritas, que solo se dedicaban a competir en quien era más puro, quien era más salvo, quien se iba al infierno y al cielo, y por la espalda se dedicaban a juzgar a todas las personas, incluido a otros creyentes, se comportaban como ególatras que se creían dueños de la verdad, solo ellos tenían la razón, una actitud bastante molesta, ellos podían juzgar e insultar a todos, pero nadie podía decirles algo. Realmente estoy totalmente alejado de la religión y todo eso porque no tengo buenos recuerdos de ello.

Sobre las acusaciones de antiinmigración, Axl dijo:

 Mi único problema, es con algunos inmigrantes, los cuales no respetan nuestra cultura y quieren que nosotros nos adaptemos y hagamos todo a su manera, son ellos los que vienen a este país, nosotros los recibimos bien. Si queremos mantener un buen clima, qué ellos también pongan de su parte.

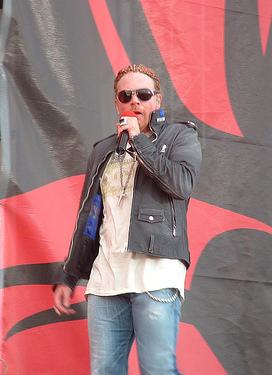
Axl Rose en el Download Festival (junio de 2006)

Con el éxito de Appetite for Destruction y G N' R Lies, Axl se encontró aclamado como uno de los cantantes más destacados del rock. En el momento en que apareció en solitario en la portada de la revista Rolling Stone en agosto de 1989, su fama era tal que la revista estuvo de acuerdo con la exigencia de que la entrevista y las fotografías que hicieran correrían a cargo de dos de sus amigos, el escritor Del James y el fotógrafo Robert John. Al año siguiente el presentador de los premios MTV, Kurt Loder, describió a Rose como "quizás al mejor cantante de hard rock en la actualidad, y sin duda el más carismático".
A principios de 1990, Guns N' Roses volvió a los estudios para comenzar a grabar el LP que seguiría a Appetite for Destruction. Las sesiones de grabación al principio resultaron improductivas debido a Steven Adler y su lucha con la adicción a las drogas, lo que le hizo incapaz de realizar sesiones completas, llegando a cancelar varios días de trabajo. Adler fue despedido el mes de julio y reemplazado por Matt Sorum, del grupo The Cult. El teclista Dizzy Reed también se unió a la banda ese mismo año ante la insistencia de Axl.
En enero de 1991, el Guns N' Roses tocó en Rock in Rio II. El comportamiento de Axl fue elogiado en los bastidores. El cantante de Guns N' Roses pidió 28 platos de pasta, pero cuando terminó el espectáculo, todos los músicos y el personal técnico se marcharon sin siquiera tocar los platos. Así que Axl invitó a compartir la mesa con él a la gente que trabajaba entre bastidores: camareras, proveedores, camareros, guardias de seguridad.
En mayo de 1991 despidieron a su mánager, Alan Niven, siendo reemplazado por Doug Goldstein. Este mismo año, y sin un álbum que promover, se embarcaron en un tour de dos años y medio de duración, Use Your Illusion Tour. Esta gira fue reconocida tanto por su éxito económico como por los numerosos incidentes que en ella se produjeron, incluyendo peleas y disturbios. Axl recibió muchas críticas por sus apariciones en los conciertos más tarde de lo previsto. Una de las polémicas más comentadas tanto por fanes como por medios de comunicación fue el incidente ocurrido en el Anfiteatro de Riverport cerca de St. Louis en julio de 1991, en la que Axl, después de decirle a un espectador que dejara de hacer fotos, se lanzó a la multitud para confiscarle su videocámara. Después de arrebatársela, Axl subió y dijo en el escenario: "¡Gracias a la seguridad de mierda, me voy a casa!", tras lo cual unos 2500 espectadores protagonizaron una revuelta, resultando el coste de los destrozos en unos 200.000 dólares.
Durante el Use Your Illusion Tour, en 1991, Axl se negó a cantar en un show en Phoenix, lo cual hizo que los demás miembros lo despidieran, pero al día siguiente fue recontratado. Luego de esta experiencia, Axl obligó a todos los miembros de la banda a cederles su parte, mediante un documento oficial, lo cual dejaría a Rose como único dueño de la banda y único dueño de los derechos de autor, proponiendo también que: "Si este documento no se firma, Guns N' Roses dejará de existir" lo cual hizo que todos los demás miembros otorgaran sus derechos a Rose.
En septiembre de 1991, con el material suficiente para completar dos discos, Guns N 'Roses lanzó Use Your Illusion I y Use Your Illusion II, que debutó en el n.º 2 y n.º 1 respectivamente en las listas de Estados Unidos, una hazaña que no ha sido lograda por ningún otro grupo. Sin embargo, las relaciones entre Axl y sus compañeros de banda eran cada vez más tensas. Su amigo de la infancia Izzy Stradlin dejó repentinamente el grupo en noviembre de 1991, siendo sustituido por Gilby Clarke del grupo Kill For Thrills. Después de abandonar la formación, Stradlin dijo: «Las complicaciones se convirtieron en una parte de la vida cotidiana de Guns N 'Roses», citando los disturbios y la impuntualidad crónica de Axl como ejemplos. Rose, tras la marcha de Izzy Stradlin, durante el resto del tour, le dedicó la canción "Double Talkin' Jive".
A principios de 1992 la banda inglesa Queen organizaba un concierto en homenaje a su fallecido vocalista, Freddie Mercury. Guns N' Roses era la banda más poderosa en aquel momento por lo que fue invitada a tal acontecimiento. Axl haciendo caso a sus típicos comportamientos nunca se presentó a ensayar para el show, ni siquiera sus canciones, así como tampoco las canciones de Queen que él interpretaría junto con la banda. Finalmente llegó la hora del show y Axl brilló como nunca en el escenario, interpretando "Paradise City" y "Knockin' on Heaven's Door", para después volver a subirse al escenario para interpretar "We will rock you" y "Bohemian Rhapsody", esta última junto a Elton John.
El tiempo pasaba, la gira cada vez se acercaba más a su fin y las peleas, los disturbios y la impuntualidad reinaban en el mundo de los Guns N' Roses. Finalmente Rose y su banda pusieron fin a la extensa gira Use Your Illusion Tour el 17 de julio de 1993 en el estadio de River Plate en Buenos Aires, Argentina, frente a más de 70.000 personas, lo cual significaría la última vez de Axl, Slash, Duff, Gilby, Dizzy y Matt juntos en un escenario.

### 1994–2000: Desaparición de los escenarios
Tras la publicación de The Spaghetti Incident?, el quinto álbum de la banda, Axl no saldría de gira con Guns N' Roses, y se rumoreaba que tenía diferencias con Slash. En 1994 Gilby Clarke abandonó la banda y Axl lo remplazó con un amigo de la infancia Paul Tobias, con el cual grabaron una versión de la canción «Sympathy for the Devil» de los The Rolling Stones, para la banda sonora de la película Entrevista con el vampiro. Esa banda sonora sería el último trabajo del grupo con Slash y McKagan, después, la banda se fue disolviendo. La última aparición de Axl en un escenario fue junto a Bruce Springsteen haciendo una versión de «Come Together» de los The Beatles, en la inclusión de Elton John en el Salón de la Fama del Rock and Roll.
Sin la consulta de sus compañeros de banda, Rose no renovó el contrato de Gilby Clarke con la banda en junio de 1994, ya que afirmó que Clarke era solo una "mano derecha contratada". La tensión entre Rose y Slash alcanzó un punto de ruptura después de que este último descubriera que Rose había contratado a su amigo de la infancia Paul "Huge" Tobias como el reemplazo de Clarke para el cover de Sympathy for the Devil. Aunque la banda grabó material durante este tiempo, finalmente no se usó porque, según Rose, su falta de colaboración les impidió producir su mejor trabajo. Slash finalmente dejó Guns N' Roses en octubre de 1996 debido a sus diferencias con Rose, mientras que Matt Sorum fue despedido en junio de 1997 después de una discusión sobre la participación de Tobias en la banda. Duff McKagan dejó la banda en agosto de ese año, dejando a Rose y Dizzy Reed como los únicos miembros restantes de la era Use Your Illusion.
Cuando la estabilidad de Guns N' Roses colapsó, Rose se retiró de la vista pública. La banda nunca se separó oficialmente, aunque no estuvo de gira, no actuó durante varios años y no se lanzó material nuevo. Rose continuó reclutando nuevos músicos para reemplazar a los miembros de la banda que se fueron o fueron despedidos. A fines de la década de 1990, se lo consideraba un recluso, rara vez hacía apariciones públicas y pasaba la mayor parte de su tiempo en su mansión en Malibú. En varios informes de los medios, se lo conocía como el "Howard Hughes del rock" y el "mayor recluso del rock". Se decía que Rose pasaba sus noches ensayando y escribiendo con las nuevas alineaciones de Guns N' Roses, trabajando en el próximo álbum de la banda, Chinese Democracy.
Pocas fotos de Axl se vieron desde ese año hasta cerca de los años 2000.

### 2001–presente: Regreso a los escenarios y actualidad
En 1999 Axl regresó a los estudios con los nuevos integrantes de Guns N' Roses, los guitarristas Robin Finck (Nine Inch Nails), Dave Navarro (Jane's Addiction) y Paul Tobias, el bajista Tommy Stinson (The Replacements), el baterista Josh Freese y los tecladistas Dizzy Reed y Chris Pitman, en ese año publicaron el tema “Oh My God”. Después de 7 años sin aparecer en un concierto, el 1 de enero de 2001, realizó un concierto en el House of Blues de Las Vegas, donde les acompañaba el guitarrista Buckethead y el baterista Brian Mantia (Primus) como nuevos integrantes. Luego, el 13 de enero de ese mismo año, hacen aparición en Rock in Rio, tocando ante más de 150.000 fanáticos para comenzar el Chinese Democracy Tour, que duró una década, aunque la mayoría de sus conciertos programados para los dos años siguientes no se llevaron a cabo. Una aparición sorpresa criticada en los MTV Video Music Awards de 2002 fue seguida por un incidente en noviembre cuando estalló un disturbio en General Motors Place de Vancouver después de que Rose no se presentó a un concierto programado. En ese mismo año, Paul Tobias abandonó la banda debido a su miedo a tocar en conciertos, y fue sustituido por el guitarrista Richard Fortus. Dos años después Buckethead también dejó la banda, según él, por la incapacidad de Axl para terminar un álbum. Después de que la gira fuera cancelada por el promotor, Rose nuevamente se retiró de la vista del público. Durante este tiempo, se unió a Slash y Duff McKagan en una demanda contra Geffen Records en un intento fallido de bloquear el lanzamiento del álbum recopilatorio Greatest Hits, y prestó su voz para el videojuego de 2004 Grand Theft Auto: San Andreas, como DJ de la emisora de radio K-DST. En una rara entrevista en enero de 2006, Rose dijo que "la gente escuchará música este año". Mientras Guns N' Roses reapareció en 2006 con Bumblefoot en reemplazo de Buckethead y Frank Ferrer para realizar una extensa gira a lo largo de este año y 2007 con varias apariciones especiales de Izzy Stradlin, quien poco antes había restablecido su amistad con Axl, Chinese Democracy nuevamente no se lanzó. Rose colaboró con su amigo Sebastian Bach en su álbum Angel Down.
En 2008, tras un largo silencio discográfico, sacaron a la luz el álbum Chinese Democracy, que es el disco más caro de la historia del rock, y en 2009 Robin Finck abandonó la banda, ya que saldría de gira con Nine Inch Nails, por lo que fue reemplazado por el guitarrista DJ Ashba Sixx:A.M. Rose no contribuyó a la promoción del álbum; en diciembre, según los informes, había estado desaparecido durante al menos dos meses y no había devuelto llamadas telefónicas ni otras solicitudes de su sello discográfico. En una entrevista posterior, Rose dijo que sentía que no había recibido el apoyo necesario de Interscope Records. En 2009 reaparecieron dando una serie de conciertos en Asia. En 2010 realizaron una gira por Sudamérica, y ese mismo año tocaron en el festival Reading+Leeds. En 2011, reaparecieron en Rock in Rio.
En 2012 la formación "Clásica" de Guns N' Roses (Izzy, Slash, Axl, Steven y Duff) fue elegida para ser inducida al Salón de la Fama. Axl decidió no asistir, por lo cual sería reemplazado por Myles Kennedy (Alter Bridge) en ese evento. Durante ese mismo año, Izzy Stradlin, que tampoco asistió a la ceremonia, se presentó como invitado en varios shows con Guns N' Roses.

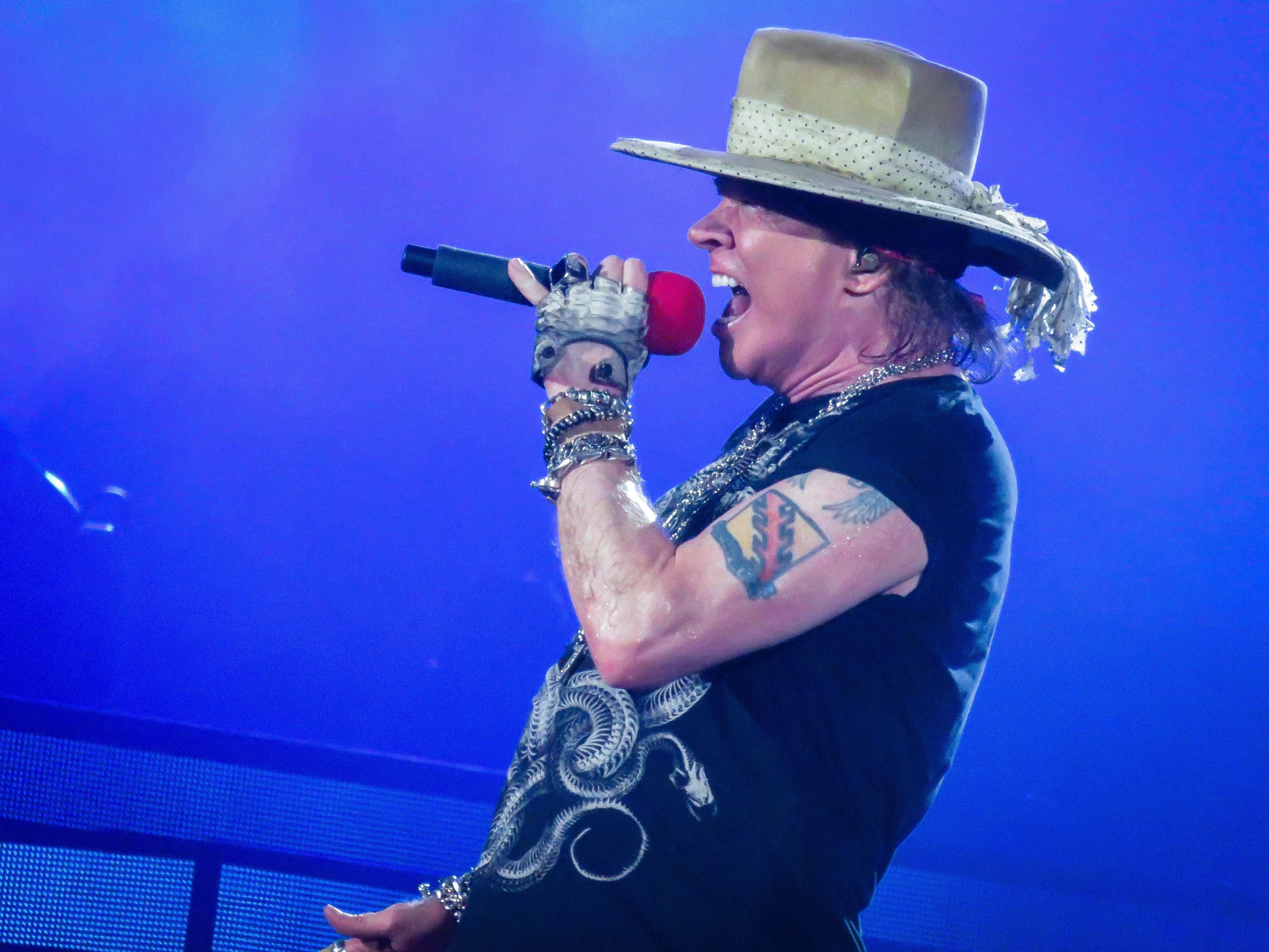
Axl Rose en 2016 durante la gira Not in This Lifetime... Tour.

En 2014 Tommy Stinson se fue de gira con The Replacements, dejando así a la banda sin bajista por varios conciertos, hasta que Duff McKagan tomó su lugar mientras se encontraba de gira. McKagan estuvo también en los premios Golden God Award en 2014, donde Axl recibió el premio "Ronnie James Dio Lifetime Achievement". En 2015 se confirmó la salida de Bumblefoot y DJ Ashba de la banda. Con estos acontecimientos empezaron a circular rumores de que habría una reunión de antiguos miembros de la banda en ese mismo año (Slash confesó haber resuelto sus diferencias con Axl). Steven Tyler vocalista de Aerosmith, afirmó haber tenido una charla con él para que dicha reunión se concretara. En 2016 Axl regresó a los escenarios junto a Slash y Duff McKagan en la gira mundial titulada Not in This Lifetime... Tour después de 20 años de separación, y a esto se les suma Steven Adler como miembro invitado en algunos shows dentro de la misma. La gira dio comienzo en abril de 2016, finalizando en noviembre de 2018, con recesos de por medio.
En 2018, Axl apareció en un episodio de New Looney Tunes como él mismo, cantando una canción original: "Rock the Rock". En 2021, Axl volvió a aparecer como él mismo en una caricatura, esta vez en Scooby-Doo and Guess Who?
Axl y Guns N' Roses continuaron de gira después de Not In This Lifetime... Tour, que terminó en 2019. Empezaron otra gira mundial, llamada We're F'N' Back! Tour, que resultó ser un éxito masivo, con 72 shows en Norteamérica, Suramérica, Europa, Asia y Oceanía, terminando el 10 de diciembre de 2022, en el estadio Eden Park de la ciudad de Auckland, Nueva Zelanda.
El grupo lanzó dos sencillos en 2021, llamados Absurd y Hard Skool, el primer lanzamiento de material de estudio desde 2008, y el primero con parte de la alineación clásica desde 1993.
Durante el año 2023, la banda se fue de gira de nuevo por el mundo, aunque de manera menos masiva que el anterior tour, y estuvo marcada por la inclusión de canciones que no se habían interpretado en mucho tiempo, en particular, Anything Goes, Bad Obsession, Pretty Tied Up, y Down On The Farm.
El 18 de agosto de 2023, en el estadio PNC Park de la ciudad estadounidense de Pittsburgh, Pensilvania, la banda estrenó un nuevo sencillo, llamado Perhaps, que fue lanzado en las plataformas digitales en la misma fecha, acompañado de un video musical en YouTube, el primero en décadas.
Otro sencillo, llamado The General, el cual habla de violencia intrafamiliar, fue lanzado más tarde como el lado B en el vinilo de Perhaps, en diciembre, y se interpretó en vivo por primera vez en el Hollywood Bowl de Los Ángeles, California, el 2 de noviembre de 2023.
Axl Rose cerró su gira por el mundo del 2023 junto a Guns N’ Roses durante el festival Hell & Heaven Fest, en el Foro Pegaso de la ciudad de Toluca, en México, el 6 de noviembre de ese año.
El 18 de Noviembre, Axl aprovechó antes de disfrutar de carreras de motor, para tomarse fotografías con personalidades como el británico Christian Horner, director del equipo austríaco Red Bull Racing, con algunos miembros del equipo inglés Williams Racing, y con Robert Trujillo, actual bajista de la banda estadounidense de heavy metal Metallica, durante la primera edición del evento de carreras de motor, Las Vegas Grand Prix, el cual forma parte del Campeonato Mundial de Fórmula 1, llevado a cabo en Las Vegas, Nevada.
Además, Axl ofreció una corta entrevista para el canal sueco Viaplay Motor;
ENTREVISTADORA: Sabemos que eres un gran fan de la Fórmula Uno, en especial de Kimi Räikkönen (piloto finlandés de carreras automovilísticas) AXL: ¡Oh si, absolutamente! ENTREVISTADORA: Oí una historia de que Kimi te pidió un autógrafo, y después tú dijiste; “no no, yo quiero tener un autógrafo tuyo”, ¿por qué de Kimi? AXL: Simplemente he sido un fan de él por mucho tiempo ya, sabes? Y lo he estado siguiendo desde hace años, así que, ya sabes, nos llevamos muy bien. ENTREVISTADORA: Sin duda alguna. Entonces, ¿como la has pasado en Las Vegas? La Fórmula 1 en Las Vegas. AXL: Ha sido muy emocionante y muy salvaje, todo lo que hacen para que este evento pueda llevarse a cabo. ENTREVISTADORA: ¿Qué crees que vaya a suceder hoy en las carreras? AXL: No lo sé… ¡Estoy a la expectativa de una muy emocionante carrera! ENTREVISTADORA: Gracias, disfruta!
El 22 de Noviembre, Axl fue demandado por la actriz y ex modelo de la revista erótica Penthouse, Sheila Kennedy, quien afirmó que Rose la abusó sexualmente en su habitación de hotel después de conocerlo en un club nocturno de Nueva York. en el año 1989. La demanda se presentó en el estado de Nueva York, bajo la ley “Adult Survivors Act”, una legislación estatal que otorga a las víctimas de agresión sexual la capacidad de demandar a sus presuntos abusadores, incluso si el estatuto de limitaciones ha expirado. La demanda se presentó dos días antes de que se cerrara el período de presentación. Kennedy mencionó previamente haber sido agredida por Rose en sus memorias de 2016 “No One's Pet” y en el documental de 2021 “Look Away”, que cubría a mujeres que afirmaban haber sido abusadas sexualmente en la industria de la música. El abogado de Axl dijo que la afirmación es ficticia, y que Rose no recuerda haber conocido o pasado tiempo con Kennedy. El 21 de febrero de 2024, Axl y su equipo legal presentaron la desestimación de la demanda.
En Julio, Axl se presentó en un concierto del cantante estadounidense Billy Joel como invitado, tras meses de estar en la oscuridad mediática, en el Madison Square Garden de la ciudad de Nueva York, donde Interpretó Live And Let Die, original del grupo británico Wings, Highway To Hell, de la banda australiana AC/DC, así como el éxito de Billy de 1980 You May Be Right.
En octubre, Axl volvió a aparecer en un concierto de Billy Joel, junto al músico John Mayer, en el Intuit Dome de Inglewood, California, donde volvió a cantar Live And Let Die, canción también grabada por los Guns N’ Roses en el álbum Use Your Illusion I de 1991.
Este año, Axl colaboró con el guitarrista alemán Michael Schenker en una nueva canción, Love to Love. Esta canción es una reelaboración de la compuesta por la banda británica UFO, lanzada originalmente en 1977 en el álbum Lights Out. Schenker también grabó a Axl en otras dos canciones de UFO, Too Hot to Handle y Only You Can Rock Me, aunque finalmente, no le gustaron a Rose. Michael Schenker ha expresado su interés en recorrer Japón, tocando canciones de UFO, junto con Axl.
Axl Rose asistió a un concierto de su compañero de banda, el bajista Duff McKagan, el 13 de noviembre, en el Teatro El Rey de Los Ángeles, California, como parte de la sección vip junto a Linda Ramone, viuda del músico Johnny Ramone, exguitarrista de la banda de punk Ramones.
El 23 de Noviembre, Axl Rose asistió de nuevo, en su segundo año consecutivo, y junto a su asistente personal, la brasileña Elizabeth "Beta" Lebeis, al evento de carreras de motor Las Vegas Grand Prix, del Campeonato Mundial de Fórmula 1, organizado en Las Vegas, Nevada, donde también asistieron reconocidas celebridades y figuras públicas como Steve Aoki, Sylvester Stallone, Carlos Slim, John Legend, Jared Leto, Paris Hilton, Terry Crews, Michael Douglas, Guenther Steiner, Martin Garrix, entre muchos otros presentes.

### Colaboración con AC/DC
El 16 de abril de 2016 la web oficial de AC/DC confirmó, mediante un comunicado, que Axl Rose sería el cantante "invitado" de la banda australiana para los conciertos pendientes de la gira 'Rock or Bust, 2016' en sustitución del histórico vocalista Brian Johnson, quien fue apartado del grupo debido al riesgo de pérdida total de audición. Su participación en la banda perduró hasta el final del tour (del 7 de mayo al 15 de junio, y del 27 de agosto hasta el 20 de septiembre de 2016 para un total de 23 conciertos).

### Vida personal
Durante la adolescencia de Rose, un psiquiatra concluyó que su comportamiento delictivo era evidencia de psicosis. Además, tomó nota de su alto coeficiente intelectual. En una entrevista posterior, Rose cuestionó el diagnóstico por completo, afirmando:
Fui a una clínica pensando que ayudaría a mejorar mi estado de ánimo. Lo único que hice fue tomar una prueba de 500 preguntas, ya sabes, llenando los pequeños puntos negros. De repente me diagnostican maníaco-depresivo. Pongamos a Axl en medicación. Bueno, la medicación no me ayuda a lidiar con el estrés. Lo único que hace es ayudar a que la gente no me dé la espalda porque creen que estoy tomando medicamentos. 
En contraste con su imagen pública, Rose no era un gran consumidor de drogas, aunque no rechazó por completo el uso de sustancias ilícitas. Rose intencionalmente tomó una sobredosis de analgésicos en 1986 debido al estrés, diciendo "No podía tomarlo. Y simplemente agarré el frasco de pastillas en una discusión y me las tragué y terminé en el hospital. " La experiencia de Rose en el hospital inspiró la letra de la canción "Coma" de Guns N' Roses.
A principios de la década de 1990, Rose se convirtió en un firme creyente de la medicina homeopática y comenzó a someterse con regularidad a la terapia de regresión a vidas pasadas con el fin de curar su ira. Hizo público sus "recuerdos descubiertos" de haber sido abusado sexualmente por su padre biológico a la edad de dos años, que, según dijo, había atrofiado su crecimiento emocional: "Cuando hablan de que Axl Rose es un niño de 2 años que grita, tienen razón". Su disgusto por las giras se debió en parte a las diversas enfermedades que contrajo con el tiempo. Expresó su creencia de que estos problemas de salud fueron causados por él inconscientemente bajando su propia resistencia como una forma de "autocastigo". Durante las grabaciones de Chinese Democracy, Rose tenía un psíquico personal que miraba fotografías de empleados potenciales para "leer las auras " y decidir si deberían ser contratados.
A principios de 1986, Rose comenzó una relación con la modelo Erin Everly, la hija del cantante Don Everly de los Everly Brothers. Él escribió la canción "Sweet Child o 'Mine" para ella, y Everly apareció en el video musical que la acompaña. Rose y Everly se casaron el 28 de abril de 1990 en Las Vegas. Menos de un mes después, Rose primero solicitó el divorcio. La pareja se reconcilió más tarde, durante la cual Everly quedó embarazada. Sufrió un aborto espontáneo en octubre de 1990, lo que afectó profundamente a Rose, que había querido formar una familia. Everly dejó a Rose en noviembre después de un altercado; anularon su matrimonio en enero de 1991. En marzo de 1994, Everly presentó una demanda acusando a Rose de abuso físico y emocional durante su relación. La demanda se resolvió fuera de los tribunales.
A mediados de 1991, Rose se involucró en una tumultuosa relación de alto perfil con la supermodelo Stephanie Seymour. Durante su relación, Seymour apareció en los videos musicales de " Don't Cry" y "November Rain". Rose se encariñó profundamente con el hijo pequeño de Seymour, Dylan, y trató de ser una buena figura paterna para el niño, ya que no lo había tenido en su propia vida. Seymour y Rose se comprometieron en febrero de 1993, pero se separaron tres semanas después lo cual hizo que Rose cancelara sus planes originales para el video musical "Estranged".
En respuesta a un estudio informal que lo nombró el 'Mejor cantante del mundo' basado en un estudio de rangos vocales, Rose le dijo a Spin en 2014: "Si tuviera que decir quiénes creo que son los mejores cantantes, diría primero, que yo no sé si hay una respuesta definitiva ya que en mi opinión es subjetivo, y segundo, que mi enfoque son principalmente cantantes de rock. Dicho esto, disfruto de Freddie Mercury, Elvis Presley, Paul McCartney, Dan McCafferty, Janis Joplin, Michael Jackson, Elton John, Roger Daltrey, Don Henley, Jeff Lynne, Johnny Cash, Frank Sinatra, Jimmy Scott, Etta James, Fiona Apple, Chrissie Hynde, Stevie Wonder, James Brown y muchos otros (predominantemente cantantes de rock de los setenta) y preferirían escucharlos en cualquier momento en lugar de mí". Rose después citó a Queen como su banda favorita y a Mercury como su cantante favorito.
El 28 de abril de 2015, Rose envió una carta al presidente de Indonesia, Joko Widodo, pidiéndole a Widodo que eliminara la opción de la pena de muerte en el caso de los Bali Nine por motivos humanitarios. Rose luego criticó a Widodo por "ignorar el clamor internacional" después de que ocurrieron las ejecuciones.
Rose ha utilizado Twitter para criticar a varias figuras de la administración Trump, así como a otras figuras como el CEO de Apple, Tim Cook. El 7 de mayo de 2020, utilizó Twitter para criticar al secretario del Tesoro, Steven Mnuchin, por el manejo de la administración Trump de la pandemia de COVID-19.
A finales de 2018, salió a la luz una fotografía donde fueron captados Rose y el actor Mickey Rourke, tomada mientras presenciaban una pelea de los pesos pesados en el Staples Center de Los Ángeles, la cual generó críticas y burlas en las redes sociales, debido a sus cambios de apariencia. Además Rose desde 2016 le pidió a Google que eliminara esas fotos suyas donde se le ve obeso, que también generaron burlas y memes en las redes sociales.

## Discografía

### Discografía con Rapidfire
| Nombre del álbum     | Información                                                                |
| -------------------- | -------------------------------------------------------------------------- |
| Ready to Rumble (EP) | - Grabación: 1983 - Lanzamiento: 2014 - Discográfica: Street Smart Records |

### Discografía con Hollywood Rose
| Nombre del álbum           | Información                                                                        |
| -------------------------- | ---------------------------------------------------------------------------------- |
| The Roots of Guns N' Roses | - Lanzamiento: 1983 y 2004 - Discográfica: Deadline Music - Productor: Chris Weber |

### Discografía con Guns N' Roses
| Nombre del álbum                 | Información |
| -------------------------------- | --- |
| Live ?!*@ Like a Suicide (EP)    | - Lanzamiento: 16 de diciembre de 1986 - Discográfica: UZI Suicide - Productor: Guns N' Roses                               |
| Appetite for Destruction         | - Lanzamiento: 21 de julio de 1987 - Discográfica: Geffen Records - Productor: Mike Clink                                   |
| G N' R Lies                      | - Lanzamiento: 29 de noviembre de 1988 - Discográfica: Geffen Records - Productor: Guns N' Roses y Mike Clink               |
| Use Your Illusion I              | - Lanzamiento: 17 de septiembre de 1991 - Discográfica: Geffen Records - Productor: Guns N' Roses y Mike Clink              |
| Use Your Illusion II             | - Lanzamiento: 17 de septiembre de 1991 - Discográfica: Geffen Records - Productor:Guns N' Roses y Mike Clink               |
| The Spaghetti Incident?          | - Lanzamiento: 23 de noviembre de 1993 - Discográfica: Geffen Records - Productor: Guns N' Roses, Mike Clink y Jim Mitchell |
| Use Your Illusion (Recopilación) | - Lanzamiento: 25 de agosto de 1998 - Discográfica: Geffen Records - Productor: Guns N' Roses y Mike Clink                  |
| Live Era: '87-'93                | - Lanzamiento: 23 de noviembre de 1999 - Discográfica: Geffen Records - Productor: Del James                                |
| Greatest Hits                    | - Lanzamiento: 23 de marzo de 2004 - Discográfica: Geffen Records - Productor: Bill Levenson                                |
| Chinese Democracy                | - Lanzado: 23 de noviembre de 2008 - Discográfica: Geffen Records - Productor: Axl Rose, Caram Costanzo                     |

### Colaboraciones
| Álbum                                                            | Detalles |
| ---------------------------------------------------------------- | --- |
| BSO The Decline of Western Civilization Part II: The Metal Years | - Artista: varios - Lanzamiento: 1988 - Discográfica: Capitol Records - Canción: "Under My Wheels"                                                           |
| The End of the Innocence                                         | - Artista: Don Henley - Lanzamiento: 1992 - Discográfica: Geffen Records - Canción: "I Will Not Go Quietly"                                                  |
| Fire and Gasoline                                                | - Artista: Steve Jones - Lanzamiento: 1989 - Discográfica: MCA - Canción: "I Did U No Wrong"                                                                 |
| Not Fakin' It                                                    | - Artista: Michael Monroe - Lanzamiento: 1989 - Discográfica: PolyGram - Canción: "Dead, Jail or Rock 'N' Roll" (videoclip)                                  |
| Pawnshop Guitars                                                 | - Artista: Gilby Clarke - Lanzamiento: 1994 - Discográfica: Virgin Records - Canción: "Dead Flowers"                                                         |
| Anxious Disease                                                  | - Artista: The Outpatience - Lanzamiento: 1996 - Discográfica: Reality Entertainment - Canción: "Anxious Disease"                                            |
| Angel Down                                                       | - Artista: Sebastian Bach - Lanzamiento: 2007 - Discográfica: Merovingian Music - Canciones: "Stuck Inside", "Back in the saddle", "(Love is) a bitchslap" ' |

## Giras

### Con Guns N' Roses
| Año         | Tour                                                                          |
| ----------- | ----------------------------------------------------------------------------- |
| 1985        | Hell Tour                                                                     |
| 1986        | Reckless Road Tour                                                            |
| 1987 - 1988 | Appetite for Destruction Tour                                                 |
| 1991        | Use Your Illusion Tour Guns N' Roses/Metallica Stadium Tour                   |
| 1992        | Use Your Illusion Tour                                                        |
| 1993        | Use Your Illusion Tour Skin N' Bones (renombrado)                             |
| 2001 - 2011 | Chinese Democracy World Tour                                                  |
| 2012        | Up Close And Personal Tour Appetite For Democracy Tour                        |
| 2013        | Appetite For Democracy Tour                                                   |
| 2014        | Appetite For Democracy Tour                                                   |
| 2016 - 2019 | Not in This Lifetime... Tour                                                  |
| 2025        | Because What You Want & What You Get Are Two Completely Different Things Tour |

### ConAC/DC
| 2016 | Rock or Bust World Tour |
| 2025 | Power Up                |

## Videografía

### Con Guns N' Roses
- 1987: Welcome to the Jungle
- 1987: Sweet Child O' Mine
- 1988: Paradise City
- 1989: Patience
- 1991: You Could Be Mine
- 1991: Don't Cry
- 1991: Bad Apples
- 1991: Live and Let Die
- 1992: November Rain
- 1992: Garden Of Eden
- 1992: Yesterdays
- 1993: The Garden
- 1993: Dead Horse
- 1993: Estranged
- 1993: Since I Don't Have You
- 2018: Shadow Of Your Love
- 2018: It's So Easy
- 2018: Move To The City
- 2021: Absurd
- 2021: Hard Skool

### En Solitario
- 2019: Rock The Rock

### Filmografía
| Título                                     | Año  | Papel                          | Notas                      |
| ------------------------------------------ | ---- | ------------------------------ | -------------------------- |
| The Dead Pool                              | 1988 | Músico en el funeral           | No aparece en los créditos |
| Grand Theft Auto: San Andreas (videojuego) | 2004 | DJ Tommy "The Nightmare" Smith | Voz                        |